# Charles Gregorini
Charles Gregorini, né le 24 septembre 1928 à Nice et mort le 8 avril 2020 dans la même ville, est un coureur cycliste français, en activité de 1948 à 1956,.

## Palmarès
- 1948
  - 2e des Boucles de Sospel
- 1949
  - Boucles de Sospel
- 1952
  - 4e étape du Tour de Grande-Bretagne
  - Boucles de Sospel
  - 2e au Grand Prix cycliste de L'Humanité
- 1953
  - Gênes-Nice
  - 2e du Grand Prix de Monaco
- 1954
  - Nice-Puget-Théniers-Nice
- 1956
  - Boucles de Sospel